# Хенри Брейлсфърд
Хенри Ноел Брейлсфърд или в по-старата литература Брайлсфорд (на английски: Henry Noel Brailsford) е един от най-продуктивните британски леви журналисти и писател от първата половина на XX век. Член-основател на Мъжката лига за избирателно право на жените (1907).
Води Британската хуманитарна мисия в Македония след разгрома на Илинденско-Преображенското въстание (1903). Публикува книгата  „Македония: нейните народи и тяхното бъдеще“ (Macedonia: Its Races and Their Future), в която показва българската същност на населението в Македония и заема пробългарски позиции. Член на Карнегиевата комисия (1913 – 1914).

## Биография
Брейлсфърд е роден в град Мърфийлд, Йоркшир в семейството на методисткия пастор Едуард Брейлсфърд. Учи в Уотсън колеж в Единбург (1883-1884), след което завършва Гимназията в Дънди, Шотландия (1885-1890). Печели стипендия и следва в Глазгоуския университет. След завършване с почетна диплома е нает като преподавател в колежа „Куин Маргарет“. През 1887 г. се отказва от академичната кариера, за да се отдаде на журналистиката и започва работа в „Скотс Пикториъл“. След препоръка на Робърт Адамсън професор по логика в Университета на Глазгоу Брейлсфърд става чуждестранен кореспондент на „Манчестър Гардиън“ с ресор Балканите, Франция и Египет.
През 1897 г. се записва във Филелинския легион и е доброволец в Гръцко-турската война. След войната пише единствения си роман „Метлата на бога на войната“ (The Broom of the War God, 1898). През 1899 г. се мести в Лондон, където работи за „Морнинг Лийдър“, а след това става водещ автор на „Дейли Нюз“, като пише и за „Стар“ и „Нейшън“.
През 1903 г. е избран за секретар на Македонския помощен комитет при Балканския комитет в Лондон. Целта на комитета е да запознава английската общественост с положението в Македония, както и да събира помощи за пострадалото след разгрома на Илинденско-Преображенското въстание население. Брейлсфърд оглавява британска хуманитарна мисия в Македония и в продължение на 5 месеца огранизира раздаването на храни, облекла и санитарни материали в Битоля, Охрид, Кичево, Лерин, Ресен, Костур и много села. След завръщането си публикува книгата „Македония: нейните народи и тяхното бъдеще“ (Macedonia. Its Races and Their Future), 1906 година. През 2013 година книгата е издадена за първи път на български език. В нея описва обстановката в Македония след въстанието, езика, бита и културата на българите и редица проблеми от ежедневието им. Брейлсфърд пише: „Българското наречие е езикът, без който не може да мине никой жител в средните и западните райони“. Констатира, че сръбското и гръцкото движение в Македония са изкуствени движения, подкрепяни от турската власт, сръбското и гръцкото правителство. Възхищава се от патриотизма и от толерантността на българското население, в българския характер открива „едно съкровище от лоялност и твърда вяра“ в освободителното дело.
През 1905 г. Брейлсфърд е осъден за опит за изваждане на британски паспорт под чуждо име с цел пътуване в Русия. Брейлсфърд се присъединява към Независимата лейбъристка партия в 1907 година и напуска „Дейли Нюз“ в 1909 година, когато вестникът подкрепя принудителното хранене на гладуващи затворнички суфражетки. През следващото десетилетие Брейлсфърд пише няколко книги, между които „Приключения в проза“ (Adventures in Prose, 1911), „Шели, Годуин и техният кръг“ (Shelley, Godwin and Their Circle, 1913), „Война на стомана и злато“ (War of Steel and Gold, 1914), „Причини за Голямата война“ (Origins of the Great War, 1914), „Белгия и парчето хартия“ (Belgium and the Scrap of Paper, 1915) и „Лига на нациите“ (A League of Nations, 1917) – книга, която призовава за създаване на международна организация, отговаряща за търговията и доставките на суровини, повлияла американския президент Уудроу Уилсън.
През 1913 – 1914 г. Брейлсфърд е член на Международната комисия за разследване причините и провеждането на Балканските войни, създадена от Карнегиевата фондация. Той е виден член на Съюза за демократичен контрол през Първата световна война и участва неуспешно като кандидат на Лейбъристката партия на изборите през 1918 година. След това обикаля Централна Европа и описва живота в победените страни в книгите „От другата страна на блокадата“ (Across the Blockade, 1919) и „След мира“ (After the Peace, 1920). В тях се съдържа предупреждението, че ако не бъде преразгледан Версайският договор ще доведе до нарастване на германския милитаризъм и евентуално до Втора световна война.
Брейлсфърд пътува в Съветска Русия през 1920 г. и отново през 1926 г., като публикува две книги за СССР. Той е редактор на „Ню Лийдър“, вестникът на Независимата лейбъристка партия от 1922 до 1926 г., като привлича таланти като Джордж Бърнард Шоу, Хърбърт Уелс и Бертран Ръсел. Напуска партията през 1932 г. и през 30-те години пише редовно за „Рейнълдс Нюз“ и „Ню Стейтсман“.
През 1930-те издава антиколониалистката класика „Бунтовна Индия“ (Rebel India, 1931) и антивоенната „Собственост или мир“ (Property or Peace?, 1934). В края на 30-те е един от малкото автори в Левия книжовен клуб, „Ню Стейстсмън“ и „Трибюн“, който последователно критикува показните процеси в Съветския съюз.
Брейлсфърд продължава да пише книги и по време на Втората световна война, като най-важните сред тях са „Подчинена Индия“ (Subject India, 1943) и „Нашето споразумение с Германия“ (Our Settlement with Germany, 1944). След оттеглянето му от журналистическото поприще през 1946 г., пише история на левълерите, която не успява да завърши до смъртта си и е издадена от Кристофър Хил през 1961 г. През септември - ноември 1950 г. посещава Югославия и по покана на Лазар Колишевски отива в Социалистическа Република Македония. Там той прекарва един месец, като след това пише отзиви възхваляващи успехите на комунистическите власти и тяхната политика по решаване на Македонския въпрос.